# 並木正芳
並木 正芳（なみき まさよし、1949年5月19日 - ）は、日本の政治家。衆議院議員（2期）、環境大臣政務官（第1次安倍改造内閣・福田康夫内閣）、内閣府大臣政務官（福田康夫改造内閣・麻生内閣）、埼玉県議会議員（2期）、所沢市議会議員（3期）等を歴任。

## 来歴
埼玉県所沢市上安松生まれ。所沢市立松井小学校、桐朋中学校・高等学校、埼玉大学教養学部国際関係論専攻コース卒業。1973年、大学を卒業し丸井に入社。
1976年、所沢市議会議員選挙に立候補し、史上最年少の29歳で初当選。新自由クラブを経て自由民主党に入党し、所沢市議会では議長も務める。1991年、埼玉県議会議員選挙に出馬し、当選。当初は自民党系会派に所属していたが、のちに非自民の保守系会派「彩の国・フロンティア・県民連合」へ移籍。1996年、埼玉県議会議員を辞職。第41回衆議院議員総選挙に新進党公認で埼玉8区から立候補し、当選した。1997年の新進党解党に伴い、改革クラブ（小沢辰男代表）の結党に参加。同党事務総長を務めていたが、2000年の第42回衆議院議員総選挙において、埼玉8区で民主党新人の木下厚に惜敗し、落選。
改革クラブの政党要件喪失に伴い、2003年の第43回衆議院議員総選挙では埼玉8区から無所属で立候補したが、自民党新人の新井正則、民主党の木下厚の後塵を拝し、得票数3位で落選（なお、この選挙で埼玉8区からは新井、木下、並木、塩川鉄也（日本共産党）の4人が立候補したが、並木以外の3人は全員当選（木下、塩川は比例復活）した）。しかし、新井は当選後、新井陣営に参加していた所沢市議会議員による有権者への買収が発覚し、公職選挙法違反で逮捕されたため衆議院議員を辞職。そのため並木は埼玉8区の補欠選挙に、自民党に復党した上で出馬したい意向を示したが、自民党は公募により柴山昌彦の擁立を決定。並木は「復党承認・今後の選挙での応分の処遇」を条件に自民党から立候補辞退を求められ、承諾。立候補を見送って柴山を支援し（柴山は補欠選挙で、比例で得た議席を一旦返上して出馬した木下厚を破り当選）、選挙後に自民党に復党した。2005年の第44回衆議院議員総選挙では、比例北関東ブロック単独で出馬し、5年ぶりに国政復帰を果たした。当選後は森派（当時）に所属。
2007年、安倍改造内閣で環境大臣政務官に任命され、福田康夫内閣でも再任された。2008年の福田康夫改造内閣では内閣府大臣政務官に就任し、麻生内閣まで務める。2009年の第45回衆議院議員総選挙では再び比例北関東ブロック単独で立候補するが、落選。
2011年10月、所沢市長選挙に無所属で立候補したが、落選。なお自民党は並木ではなく、並木より後に立候補を表明した埼玉県議会議員の藤本正人を推薦。藤本は並木や、現職の当摩好子所沢市長を破り、当選。
2012年11月20日付で自民党を再び離党し、翌日、日本維新の会の第3次公認発表の中で、並木の公認が発表された。同年12月、埼玉8区から立候補するも落選。2014年6月、日本維新の会の分党に際して同党埼玉県総支部は総支部ごと橋下徹共同代表と行動を共にし、2014年9月、維新の党結党により並木は同党埼玉県第8区支部長となった。同年12月に行われた第47回衆議院議員総選挙では、埼玉8区からの立候補を見送り、比例北関東ブロックの単独6位で立候補するも落選。
2015年10月、所沢市長選挙に立候補。維新の党のほか自民・保守系市議の一部の支持と民主党の「友情応援」を得たものの再び藤本に敗れた。
2016年1月、維新の党埼玉9区支部長に就任。同年3月に結成された民進党では9区支部長を旧民主党の新人候補に譲り、比例北関東ブロック支部長となる。同年9月、一般社団法人亜東親善協会執行理事に就任。
2017年、第48回衆議院議員総選挙比例北関東ブロックに希望の党から単独32位で立候補し落選。
2019年10月6日投開票の所沢市長選挙に立憲民主党など野党各党の支持を得て立候補するも藤本に敗れ落選。
2020年に（新）立憲民主党が結成されると、並木と小野塚勝俊が同党の次期衆院選埼玉8区候補に名乗りを上げたが、2021年10月の第49回衆議院議員総選挙前には立憲民主党が同区での公認候補の擁立を断念。総選挙には小野塚が無所属で立候補し、並木は立候補を見送った。
2024年11月の秋の叙勲で、旭日重光章を受章した。

## 政策・主張
- 環境大臣政務官時代の経験から、再生可能エネルギーの利用促進や発電・蓄電、LEDなどの省エネ技術、炭素回収貯留技術などの革新的技術の開発が不可欠であり、環境関連ビジネスへの後押しも必要と主張[13]。
- 所沢市にあるトトロの森を例に、都市部の緑地保存について必要と主張[14]。
- マンガ・アニメ等の表現の自由を掲げる消費者団体AFEEの「表現の自由を守る約束」に賛同している[15]。

## 所属していた団体・議員連盟
- 日本教職員組合問題究明議員連盟
- 自民党動物愛護管理推進議員連盟
- 地方主権の会
- 自民党モータースポーツ振興議員連盟
- 日本・ブータン友好議員連盟
- 理学療法士等問題を考える議員連盟
- 臓器移植法改正推進議員連盟
- 北京オリンピックを支援する議員の会
- 日韓議員連盟
- 日朝国交正常化推進議員連盟
- 社会福祉法人藤の実会 監事
- 所沢市剣道連盟 顧問
- 亜東親善協会 理事